# Zentralamerikanische Spiele 2010/Handball
Bei den 9. Zentralamerikanischen Spielen 2010 fanden zum zweiten Mal nach 2001 Handballwettbewerbe für Nationalmannschaften der Männer und Frauen im Rahmen der Zentralamerikaspiele statt. Gespielt wurde jeweils in einem einfachen Jeder-gegen-jeden-Turnier. Sieger in Panama-Stadt wurden die honduranische Männer-Handballnationalmannschaft und die salvadorianische Frauen-Handballnationalmannschaft.

## Männer
| Pl. | Land        | Sp. | S | U | N | Tore      | Diff. | Punkte |
| --- | ----------- | --- | - | - | - | --------- | ----- | ------ |
| 1.  | Honduras    | 4   | 4 | 0 | 0 | 0105:780  | +27   | 8      |
| 2.  | El Salvador | 4   | 2 | 0 | 2 | 094:940   | ±0    | 4      |
| 3.  | Nicaragua   | 4   | 2 | 0 | 2 | 0103:1000 | +3    | 4      |
| 4.  | Costa Rica  | 4   | 2 | 0 | 2 | 078:930   | −15   | 4      |
| 5.  | Panama      | 4   | 0 | 0 | 4 | 086:1010  | −15   | 0      |

Anmk.: Bei Punktgleichheit entschied der direkte Vergleich, dann das Torverhältnis. Im Dreiervergleich setzte sich El Salvador mit +7 Toren gegenüber Nicaragua mit −2 Toren und Costa Rica mit −5 Toren durch.
| 15. April 2010 | Nicaragua | 26:20 | Costa Rica | Gimnasio Chian Kai-Shek, Panama-Stadt |
| 15. April 2010 |           |       |            | Gimnasio Chian Kai-Shek, Panama-Stadt |
| 15. April 2010 |           |       |            | Gimnasio Chian Kai-Shek, Panama-Stadt |

| 15. April 2010 | Honduras | 26:23 | Panama | Gimnasio Chian Kai-Shek, Panama-Stadt |
| 15. April 2010 |          |       |        | Gimnasio Chian Kai-Shek, Panama-Stadt |
| 15. April 2010 |          |       |        | Gimnasio Chian Kai-Shek, Panama-Stadt |

| 16. April 2010 | Nicaragua | 23:25 | Honduras | Gimnasio Chian Kai-Shek, Panama-Stadt |
| 16. April 2010 |           |       |          | Gimnasio Chian Kai-Shek, Panama-Stadt |
| 16. April 2010 |           |       |          | Gimnasio Chian Kai-Shek, Panama-Stadt |

| 16. April 2010 | Panama | 21:22 | El Salvador | Gimnasio Chian Kai-Shek, Panama-Stadt |
| 16. April 2010 |        |       |             | Gimnasio Chian Kai-Shek, Panama-Stadt |
| 16. April 2010 |        |       |             | Gimnasio Chian Kai-Shek, Panama-Stadt |

| 17. April 2010 | Costa Rica | 23:22 | El Salvador | Gimnasio Chian Kai-Shek, Panama-Stadt |
| 17. April 2010 |            |       |             | Gimnasio Chian Kai-Shek, Panama-Stadt |
| 17. April 2010 |            |       |             | Gimnasio Chian Kai-Shek, Panama-Stadt |

| 17. April 2010 | Panama | 24:31 | Nicaragua | Gimnasio Chian Kai-Shek, Panama-Stadt |
| 17. April 2010 |        |       |           | Gimnasio Chian Kai-Shek, Panama-Stadt |
| 17. April 2010 |        |       |           | Gimnasio Chian Kai-Shek, Panama-Stadt |

| 18. April 2010 | Honduras | 27:13 | Costa Rica | Gimnasio Chian Kai-Shek, Panama-Stadt |
| 18. April 2010 |          |       |            | Gimnasio Chian Kai-Shek, Panama-Stadt |
| 18. April 2010 |          |       |            | Gimnasio Chian Kai-Shek, Panama-Stadt |

| 18. April 2010 | El Salvador | 31:23 | Nicaragua | Gimnasio Chian Kai-Shek, Panama-Stadt |
| 18. April 2010 |             |       |           | Gimnasio Chian Kai-Shek, Panama-Stadt |
| 18. April 2010 |             |       |           | Gimnasio Chian Kai-Shek, Panama-Stadt |

| 19. April 2010 | El Salvador | 19:27 | Honduras | Gimnasio Chian Kai-Shek, Panama-Stadt |
| 19. April 2010 |             |       |          | Gimnasio Chian Kai-Shek, Panama-Stadt |
| 19. April 2010 |             |       |          | Gimnasio Chian Kai-Shek, Panama-Stadt |

| 19. April 2010 | Costa Rica | 22:18 | Panama | Gimnasio Chian Kai-Shek, Panama-Stadt |
| 19. April 2010 |            |       |        | Gimnasio Chian Kai-Shek, Panama-Stadt |
| 19. April 2010 |            |       |        | Gimnasio Chian Kai-Shek, Panama-Stadt |

## Frauen
| Pl. | Land        | Sp. | S | U | N | Tore    | Diff. | Punkte |
| --- | ----------- | --- | - | - | - | ------- | ----- | ------ |
| 1.  | El Salvador | 2   | 2 | 0 | 0 | 055:450 | +10   | 4      |
| 2.  | Costa Rica  | 2   | 0 | 1 | 1 | 048:490 | −1    | 1      |
| 3.  | Honduras    | 2   | 0 | 1 | 1 | 047:560 | −9    | 1      |

Anmk.: Bei Punktgleichheit entschied der direkte Vergleich, dann das Torverhältnis.
| 15. April 2010 | Costa Rica | 25:25 | Honduras | Gimnasio Chian Kai-Shek, Panama-Stadt |
| 15. April 2010 |            |       |          | Gimnasio Chian Kai-Shek, Panama-Stadt |
| 15. April 2010 |            |       |          | Gimnasio Chian Kai-Shek, Panama-Stadt |

| 16. April 2010 | Costa Rica | 23:24 | El Salvador | Gimnasio Chian Kai-Shek, Panama-Stadt |
| 16. April 2010 |            |       |             | Gimnasio Chian Kai-Shek, Panama-Stadt |
| 16. April 2010 |            |       |             | Gimnasio Chian Kai-Shek, Panama-Stadt |

| 17. April 2010 | El Salvador | 31:22 | Honduras | Gimnasio Chian Kai-Shek, Panama-Stadt |
| 17. April 2010 |             |       |          | Gimnasio Chian Kai-Shek, Panama-Stadt |
| 17. April 2010 |             |       |          | Gimnasio Chian Kai-Shek, Panama-Stadt |